# 마레크 지우바
마레크 지우바(폴란드어: Marek Dziuba, 1955년 12월 19일, 우치 주 우치 ~)는 폴란드의 전 축구 선수이자 감독이다. 그는 ŁKS와 비제프 우치를 비롯해 몇몇 구단에서 활약했다.
지우바는 폴란드 국가대표팀 일원으로 53번의 경기에 출전해 1골을 기록했다. 그는 1982년 월드컵에 참가해 3위에 입상하기도 했다.
이후, 그는 축구 감독으로도 활동해 선수 시절 뛰었던 ŁKS와 비제프 우치를 지도했다.